# Oldřich Rott
Oldřich Rott (Třebechovice pod Orebem, 26 de março de 1951) é um ex-futebolista e treinador profissional tcheco que atuava como meio-campo, campeão olímpico em Moscou 1980

## Carreira
Oldřich Rott representou o seu país nos Jogos Olímpicos de Verão de 1980, conquistando a medalha de ouro.